# 久米田新太郎

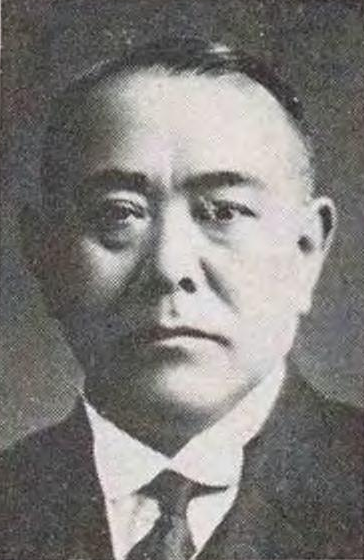
久米田新太郎

久米田 新太郎（くめた/くめだ しんたろう、1870年9月5日（明治3年8月10日） - 1940年（昭和15年）8月3日）は、明治時代後期から昭和時代前期の政治家、実業家。貴族院多額納税者議員。

## 経歴
鹿児島城下御着屋筋（現鹿児島市東千石町）で、キグスリ屋（薬屋）・久米田喜兵衛の長男として生まれる。1898年（明治31年）以降、鹿児島市米穀商同業組合評議員、鹿児島商工会連合会会長、鹿児島県米穀、肥料、木炭各同業組合長、鹿児島郵船、大隅鉄道各社長、鹿児島湾内汽船、日東汽船などの重役を歴任した。1928年（昭和3年）鹿児島商工会議所会頭に就任した。鹿児島港の開港にも関与した。また、鹿児島貿易協会を設立し、台湾、朝鮮、満州国への航路の開拓に取り組んだ。
1932年（昭和7年）鹿児島県多額納税者として貴族院議員に互選され、同年9月29日から1939年（昭和14年）9月28日まで在任した。